# Ami critique
L’expression ami critique (en anglais, critical friend) est apparue dans les années 1970, elle est attribuée à Desmond Nuttall. L’une des définitions les plus utilisées date de 1993:
« Un ami critique peut être défini comme une personne de confiance qui pose des questions provocantes, fournit des données à examiner sous un autre angle et offre des critiques sur le travail d'une personne en tant qu'ami. Un ami critique prend le temps de bien comprendre le contexte du travail présenté et les résultats vers lesquels la personne ou le groupe travaille. L'ami est un défenseur du succès de ce travail. »

## L'ami critique dans le système éducatif

### En Angleterre
A la fin des années quatre-vingt-dix, le gouvernement anglais fait face à de nombreuses critiques concernant la politique d’obligation de résultats dans le domaine éducatif.
Afin de rétablir la confiance entre l’inspection et les établissements scolaires, le syndicat NUT (National Union of Teachers) subventionne alors une étude pour promouvoir l’auto-évaluation des établissements menée par John MacBeath en 1999. En 2006, le système éducatif anglais adoptera une « obligation de résultats intelligente » (MacBeath).  C’est dans la mise en place et la construction de cette démarche auto-évaluation des établissements scolaires, qu’un partenaire « ami critique » peut être nommé afin d’accompagner la dynamique de changement (school improvement partner). 
MacBeath définit alors l’ami critique ainsi : 
« L'Ami Critique est une idée puissante, peut-être parce qu'elle contient une tension inhérente. Les amis apportent un haut degré de considération positive inconditionnelle. Les critiques sont, à première vue du moins, conditionnels, négatifs et intolérants à l'échec. Peut-être que l'ami critique se rapproche le plus de ce que l'on pourrait considérer comme une « véritable amitié » - un mariage réussi d'un soutien inconditionnel et d'une critique inconditionnelle. »

### En France
En 2003, le nouveau référentiel de compétences des métiers du professorat et de l'éducation met l’accent sur l’importance du développement professionnel des enseignants.
Plusieurs chercheurs ont travaillé sur ce concept de développement professionnel et ont proposé différentes définitions :
- une perspective développementale (cheminement dans la carrière de l’enseignant)

- une perspective professionnalisante axée sur l’apprentissage qui repose sur la maîtrise des savoirs spécifiques dans le but de résoudre des problèmes complexes.

A la fin du XXe siècle, le développement professionnel est influencé par le courant socioconstructivisme. Les formes de formation initiale et continue des enseignants en France connaissent alors une mutation. Elles s’appuient davantage sur une perspective professionnalisante avec la mise en place de l’accompagnement de l’apprenant, de lieux d’échanges et de réflexion entre enseignants.

## L’Ami critique, accompagnateur aux multiples postures
En 2017, François Muller définit l'ami critique comme "une personne de confiance qui pose des questions dérangeantes, propose des données à étudier avec un autre regard et critique le travail déjà réalisé comme un vrai ami. L’ami critique n’est pas neutre, mais il agit pour accompagner l’unité éducative et pour la défendre, en travaillant avec l’encadrement et les enseignants pour les aider à améliorer l’établissement scolaire ou l’école avec la distance nécessaire. C’est une personne extérieure qui n’entretient aucune familiarité avec les membres de l’unité éducative".
L’ami critique est alors apparu comme un acteur du développement professionnel dans plusieurs activités professionnelles.

### Au niveau méso
L’auto-évaluation de l’établissement scolaire :
Le personnel d’un établissement scolaire (personnel, équipe de direction, groupe d’enseignants) peut faire la démarche d’une auto-évaluation dans le but de faire progresser les élèves. L’ami critique, un expert, pourra alors accompagner les équipes dans la conception de cette évaluation interne en apportant un regard extérieur.

### Au niveau micro
L'accompagnement et l’évaluation :
L’approche descendante de l’évaluation a montré ces dernières années ses limites. D’après Anne Jorro, l’évaluation est conçue comme une activité évaluative c’est-à-dire qu’elle est devenue une réelle activité professionnelle.
L’attitude de l’évaluateur évolue alors vers « une attitude de bienveillance et d’exigence ». Il devient « l’ami critique » en s’appuyant sur les points de réussite mais en même temps en pointant « les enjeux d’amélioration ».                        
Les différentes postures auxquelles l'ami critique doit s'adapter sont donc complexes et nécessitent pour le formateur de comprendre les enjeux et les dilemmes de son activité professionnelle et des différents contextes qu'il pourra rencontrer.      